# Henri Briffod
Henri Briffod, né le 20 décembre 1913 à Bonneville (Haute-Savoie) et mort le 30 juin 1987 à Bonneville (Haute-Savoie), est un homme politique français.

## Biographie
Fils d'un notable local, futur maire de Bonneville et directeur d'un petit établissement de crédit, Henri Briffod suit des études secondaires à Bonneville, puis, à Paris, supérieures qui le mènent au métier d'avocat qu'il exerce à partir de 1936.
Membre du parti socialiste SFIO dans les années 1930, et est candidat malheureux pour ce parti aux cantonales de 1937, à Bonneville.
Mobilisé en 1939, il est fait prisonnier et envoyé en Autriche, mais son état de santé permet son retour en France dès la fin de l'année 1940.
Engagé dans la résistance, il entre en clandestinité à la fin de l'année 1942. Son action pendant la seconde guerre mondiale lui vaut la médaille de la résistance et la légion d'honneur.
Sa notoriété lui permet d'exercer les fonctions de bâtonnier, et d'entrer en politique. Elu conseiller général de Haute-Savoie, dans le canton de Bonneville, en 1945, il échoue cependant cette année là à l'élection de la première assemblée constituante, où il est second de la liste menée par Amédée Guy.
Placée en tête de liste en novembre 1946, il n'obtient que 11,5 % des voix et n'est pas élu. En 1948, il devient secrétaire de la petite fédération socialiste de la Haute-Savoie, et mène à partir de 1949 l'opposition de gauche au sein de l'assemblée départementale.
C'est grâce aux apparentements qu'il est élu député en 1951. Sa liste, rassemblant la SFIO, les radicaux et le RGR, bénéficie en effet des bons résultats du MRP et du CNI. Cette année là, il ne se représente pas aux cantonales. En 1953, cependant, il est élu conseiller municipal de Bonneville.
En 1954, il fait partie de la minorité des députés socialistes qui vote contre la CED, ce qui lui vaut une exclusion temporaire de la SFIO, malgré le soutien de sa fédération. Il affirme par ailleurs son refus du réarmement de l'Allemagne.
Deux ans plus tard, réintégré, il mène une liste estampillée « Front républicain », qui rassemble à nouveau la SFIO, les radicaux et des indépendants du centre-gauche. Avec 15,9 % des voix, il n'est pas élu.
En mai, cependant, l'élection du député poujadiste Maurice Duchoud est annulée, et Henri Briffod est finalement proclamé élu.
Durant ce second et court mandat, il intervient surtout sur les problèmes spécifiques à son département, comme la défense du projet de tunnel du Mont-Blanc, ou les suites des inondations de 1957. Il fait partie de la minorité qui, autour d'Édouard Depreux, conteste à l'interne de la SFIO la politique algérienne de Guy Mollet.
En 1958, il s'oppose au retour au pouvoir de Charles de Gaulle, mais ne suit pas Depreux dans la scission et la création du Parti socialiste autonome.
Il retrouve le conseil général après avoir battu le sénateur MRP François Ruin, mais échoue aux législatives de novembre 1958.
A l'automne 1959, il décide finalement de rejoindre le PSA. Secrétaire de la fédération du PSU à sa création, en 1960, il s'en éloigne cependant dès 1962.
Il navigue ensuite dans le sillage de la gauche : revenu à la SFIO en 1964, il rejoint ensuite la Convention des Institutions Républicaines de François Mitterrand, ce qui lui permet de prendre la tête de la FGDS dans son département en 1966, et d'être candidat, sans succès, aux législatives de 1967.
Il rejoint ensuite le Parti socialiste quelque temps avant le congrès d'Epinay. Sa carrière politique s'achève lorsqu'il quitte le conseil général, en 1982.

## Détail des fonctions et des mandats
- 17 juin 1951 - 1er décembre 1955 : Député de la Haute-Savoie.
- 2 janvier 1956 - 8 décembre 1958 : Député de la Haute-Savoie.
- 1945-1951, conseiller général de Haute-Savoie.
- 1958-1982, conseiller général de Haute-Savoie.